# 犯罪文学傑作選
『犯罪文学傑作選』（はんざいぶんがくけっさくせん、The Literature of Crime ）は、1951年に発表されたエラリー・クイーンの編による推理小説アンソロジー。日本語訳は東京創元社より1977年刊行。

## 内容
文豪が書いたミステリー短編を集めたもの。A・ミルンやヒルトンのように、ミステリを書いた作家が後に児童文学の巨匠になった事例はこの反対のケース。

## 収録作品
1. 死人に口なし　（シンクレア・ルイス）
2. 身代金　（パール・バック）
3. 園遊会まえ　（サマセット・モーム）
4. 「シャ・キ・ペーシュ」亭の殺人　（エドナ・セント・ヴィンセント・ミレー）
5. 陪審員　（ジョン・ゴールズワージー）
6. 殺人　（ジョン・スタインベック）
7. 男ざかり　（ルイス・ブロムフィールド）
8. 追いつめられて　（チャールズ・ディケンズ）
9. ポールのばあい　（ウィラ・キャザー）
10. 盗まれた白象　（マーク・トウェイン）
11. モナ・リザの微笑[1]　（オルダス・ハクスリー）
12. 証拠の手紙　（セシル・スコット・フォレスター）
13. 散髪　（リング・ラードナー）
14. すばらしい技巧家　（ウォルター・デ・ラ・メア）
15. 安楽椅子探偵の男　（ジェイムズ・サーバー）
16. マークハイム　（ロバート・ルイス・スティーヴンソン）
17. ブリシャー氏の宝　（ハーバート・ジョージ・ウェルズ）
18. ユーモア感　（デイモン・ラニヨン）
19. 評決　（フランク・スウィナトン（英語版））
20. アン・エリザベスの死　（ファニー・ハースト（英語版））
21. 修道士　（ウィリアム・フォークナー）